# نيابة قيرون حيريتي
نيابة قيرون حيريتي، هي نيابة جبلية ضمن الحزام الأخضر في ظفار ، تتبع اداريا ولاية صلالة في سلطنة عمان. وهي تقع وسط جبل القرا. تبعد عن مدينة صلالة حوالي 15 كيلومترا. وتتميز بعبور الخط الدولي (مسقط - صلالة) عب أراضيها عند عقبة حمرير إلى سهل صلالة.
تقع قيرون حيريتي غرب نيابة زيك التابعة لولاية صلالة وتحدها من الغرب نيابة حجيف ومن الشمال ولاية ثمريت ومن الجنوب سهل صلالة.

## عيون الماء في نيابة قيرون حيريتي
توجد بالنيابة عدة عيون مائية شهيرة ومن أشهرها عين وادي خيـوت التي تشتهر بشلالاتها الجميلة أثناء هطول الأمطار الموسمية في فصل الخريف حيث يتوافد إليها السياح والمواطنون لمشاهدتها والاستمتاع بقضاء الأوقات في هذه المنطقة.